# Leioproctus submetallicus
Leioproctus submetallicus (лат.) — вид пчёл рода Leioproctus из семейства Colletidae. Австралия.

## Описание
Мелкие пчёлы (длина тела около 6 мм) с опушением из светлых волосков (тело в основном чёрно-коричневое). От близких видов отличаются следующими признаками: голова и грудь металлически блестящие, короткое светло-коричневое опушение на груди, жвалы и лабрум чёрные; внутренняя голенная шпора задней ноги с очень мелкими зазубринами (не гребенчатая), базитибиальная пластинка заострённая. Крылья с 2 субмаргинальными ячейками, клипеус выпуклый (также как и надклипеальная область), скапус усиков короткий и не достигает среднего оцеллия, длинная югальная лопасть заднего крыла, то есть простирающаяся значительно ниже уровня cu-v. Включен в состав подрода Colletellus Michener, 1965 (подсемейство Neopasiphaeinae). Обнаружен на цветках Grevillea (Proteaceae). Вид был впервые описан в 2018 году австралийским энтомологом Remko Leijs (South Australian Museum, Аделаида, Австралия).